# Aaron Shackell
Aaron Shackell (* 8. September 2004 in Mission Viejo, Kalifornien) ist ein Schwimmer aus den Vereinigten Staaten.

## Sportliche Karriere
2024 schwamm Aaron Shackell wieder für seinen Stammverein, den Carmel Swim Club in Indiana, nachdem er zuvor an der University of California, Berkeley war. Ende 2024 nahm er ein Studium an der University of Texas at Austin auf.
Aaron Shackell gewann bei den Pan Pacific Junior Championships 2022 den Wettbewerb über 200 Meter Schmetterling.
2024 konnte sich Shackell über 400 Meter Freistil für das Olympiateam qualifizieren. Bei den Olympischen Spielen 2024 in Paris erreichte er als einziger Schwimmer aus den Vereinigten Staaten das Finale über 400 Meter Freistil und belegte den achten Platz.

## Familie
Nicholas Shackell nahm 1996 für Großbritannien an den Olympischen Spielen teil, zog aber später in die Vereinigten Staaten. Seine Kinder Aaron und die Zwillinge Alex und Andrew nahmen 2024 an den US Trials teil, Aaron und Alex qualifizierten sich für das Olympiateam.